# De Wraak van Arghus
De Wraak van Arghus is het verhaal van de tweede bioscoopfilm Anubis en de wraak van Arghus, geschreven door Anjali Taneja en Alexandra Penrhyn Lowe en voor het boek bewerkt door Alexandra Penrhyn Lowe. Het boek is uitgegeven door Studio 100.

## Verhaal
Speciaal voor Appies verjaardag huren de Anubisbewoners een oud landhuis dat wordt verhuurd voor griezelfeesten. Als tijdens Appies horrorfeestje de klok twaalf slaat, begint het huis te spoken; de piano speelt uit zichzelf en achter een dichte deur zit een echt spookhuis.
Maar dan verdwijnt kleine Robbie... Hoort het erbij? Of spookt het echt in huis?
Als ze tijdens hun zoektocht naar Robbie een voor een verdwijnen, denkt Appie dat er een wraaklustige vampier in het huis woont. De overgebleven bewoners gaan de strijd aan om hun verdwenen vrienden te redden. Maar zijn ze sterk en slim genoeg om Arghus te verslaan? Of gaan de vrienden van het Huis Anubis voor altijd ten onder aan zijn wraak?